# الاتحاد السعودي للجولف
الاتحاد السعودي للجولف، هو الجهة الراعية لرياضة الجولف في المملكة العربية السعودية، تأسس في عام 1999، يرأسه ياسر بن عثمان الرميان، وتشرف عليه وزارة الرياضة، كان يطلق عليه اسم “اللجنة السعودية للجولف” ثم في عام 2008، أصبح بمسمى الاتحاد السعودي للجولف، في عام 2018، وقع الاتحاد في لندن مذكرة تفاهم مع بطولة “الجولات الأوروبية لمحترفي الجولف” تنص على استضافة المملكة لمجموعة من البطولات العالمية، وقد كان أولها بطولة الجولف عام 2019، في مدينة الملك عبدالله الاقتصادية بجدة.

## تاريخ
بدأت رياضة الجولف في السعودية في أواخر عام 1940، عن طريق بعض الموظفين الأجانب في شركة “أرامكو” بالمنطقة الشرقية، في عام 1965، بدأت الرياضة تمارس من قبل لاعبين سعوديين، وكانت مشاركتها الرسمية الأولى في البطولة العربية الأولى للجولف عام 1975،  ثم أنشئت اللجنة السعودية للجولف عام 1999، كأول تنظيم رسمي للجولف في المملكة، وفي عام 2008، تم تغيير مسمى اللجنة إلى الاتحاد السعودي للجولف.

## مسابقات
- أول بطولة عالمية لرياضة الجولف في السعودية:

انطلقت البطولة في 31 يناير 2019، في ملاعب الرويال غرينز للجولف بمدينة الملك عبدالله الاقتصادية، وتولى الاتحاد تنظيمها والاشراف عليها، شارك فيها مجموعة من نجوم العالم في رياضة الجولف، حيث تعد من أهم البطولات على المستوى الفني والمالي.
- بطولة المملكة الدولية للجولف:

انطلقت البطولة في نسختها الرابعة 29 نوفمبر 2018، بمدينة الرياض في ملاعب الرياض للجولف، برعاية الاتحاد السعودي للجولف ودعم من هيئة الرياضة، شارك فيها 70 لاعبًا من بينهم المنتخب السعودي للجولف، ولاعبي المنتخبات الخليجية والعربية وبعض من أبرز لاعبين الجولف في العالم. 
- بطولة الغولف العربية للسيدات والناشئين: انطلقت في 27/11/2023 في العاصمة الرياض بطولة الغولف العربية للنساء والناشئين التي يستضيفها الاتحاد السعودي للغولف حتى 30 نوفمبر، على أرض ملعب نادي الرياض للغولف ، وتشارك في البطولة 12 دولة عربية بأكثر من 910 مشاركين من مختلف الفئات العمرية.[9]

## ملاعب الجولف
يوجد في السعودية 7 ملاعب مجهزة ومزوعة لممارسة رياضة الجولف.
- ملاعب يوجد بها 18 حفرة:

1. ملعب ديراب بالرياض.
2. ملعب أرامكو بالظهران.
3. ملاعب الرياض بالرياض.
4. منتجع نوفا جنوب مدينة الرياض.
5. ملعب الرويال غرينز في مدينة الملك عبدالله الاقتصادية بجدة.[10]

- ملاعب تتكون من 9 حفر:

1. ملعب الصفا بجامعة الملك عبدالله للعلوم والتقنية.
2. ملعب النخيل بفندق الأنتركونتيننتال بالرياض.
3. ملعب أريزونا بمجمع سكني بالرياض.

- ويوجد لليوم 6 ملاعب رملية تمارس عليها رياضة الجولف في السعودية.[3]